# Micheline
Micheline er en skinnebus (motorvogn) med luftfyldte dæk, udviklet af Michelin i 1930'erne. Som følge af deres popularitet bruges navnet Micheline i Frankrig ofte for dieselmotorvogne i det hele taget.

## Gummihjul
Målet for André Michelin var en forbedring af rejsekomforten. Han måtte udvikle et hjul, som kunne bære køretøjets vægt og samtidig give en behagelig køreoplevelse på de smalle skinner og gennem sporskifter. Første version blev patenteret i 1929 og hertil konstruerede man et hjul med mere modstandsdygtig metalstruktur. Hjulet forbliver på skinnerne ved hjælp af en sporkrans, som er en del af fælgen. Derudover er karrosseriet nødt til at være let, så man anvendte duraluminium, efter erfaringer fra luftfarten. Den første prototype blev præsenteret for jernbaneselskaberne i 1931.
Som reklame for produktet organiserede André Michelins søn Marcel et rekordforsøg den 10. september 1931. Prototypen Michelin Nr. 5 kørte fra Paris Saint-Lazare til Deauville og tilbage igen. På tilbageturen tilbagelagde skinnebussen de 219,2 km på to timer og tre minutter, altså en gennemsnitlig fart på 107 km/h, hvad der understregede køretøjets duelighed og gjorde at Michelin kunne bygge flere skinnebusser.

## Drift
Michelins skinnebusser kørte i mange år, både før og efter stiftelsen af SNCF. Smalsporsvarianter til de franske kolonier blev også udviklet, og på Madagaskar tilbagelagde en Micheline-skinnebus i 1937 de 369 km mellem Tamatave ogTananarive på ni timer, svarende til en rejsehastighed på 44 km/h, og luftringene holdt 20.000 km.
To eksemplarer eksisterer i Madagaskar og benyttes til turisttrafik, mens ét eksemplat er på jernbanemuseet i Mulhouse.

## Weblinks (på fransk)
- Wikimedia Commons har flere filer relateret til Micheline
- Autorails Michelin
- Micheline dans Quillan et Carcassonne Arkiveret 12. maj 2012 hos  Wayback Machine
- Micheline Est ZZABsCETy54005 (SNCF XM 5005) de 1936 (Webside ikke længere tilgængelig)